# H'Sao
H'Sao (ou Hirondelle Sao) est un groupe musical tchadien qui vit depuis 2001 à Montréal, Québec, au Canada,. Le groupe est composé de cinq artistes tchadiens : Caleb Rimtobaye, Izra L, Mossbass et leurs amis d'enfance Charles et Service Ledjebgue,.
Les membres du groupe sont auteurs, compositeurs et interprètes. Puisant dans le gospel et dans ses racines tchadiennes. le groupe afro-pop de Montréal s’inspire aussi de la musique soul, pop et RnB contemporain.